# Park Tzameret Tower 12
Park Tzameret Tower 12 – wieżowiec w osiedlu Park Cammeret we wschodniej części miasta Tel Awiw, w Izraelu.

## Historia
We wrześniu 2002 zatwierdzono plan budowy nowoczesnego osiedla Park Tzameret, w skład którego wejdzie 12 mieszkalnych drapaczy chmur. Kompleks mieszkalny jest wzorowany na podobnych projektach realizowanych w Londynie i Paryżu. Budowa wieżowców rozpoczęła się w 2005 i zostanie ukończona w 2013.
Budowa wieżowca Park Tzameret Tower 12 została zatwierdzona, jednak roboty ziemne jeszcze się nie rozpoczęły.

## Dane techniczne
Budynek będzie miał 50 kondygnacji i wysokość 168 metrów.
Wieżowiec jest budowany w stylu architektonicznym określanym nazwą modernizmem. Jest wznoszony z betonu.

## Wykorzystanie budynku
Wieżowiec będzie wykorzystywany jako luksusowy budynek mieszkalny.